# Милитино (Гаврилов-Ямский район)
Милитино — деревня в Гаврилов-Ямском районе Ярославской области России. Входит в состав Плотинского сельского округа Великосельского сельского поселения.

## География
Деревня находится в юго-восточной части области, в зоне хвойно-широколиственных лесов, на левом берегу реки Которосли, на расстоянии примерно 2 километров (по прямой) к западу от города Гаврилов-Ям, административного центра района. Абсолютная высота — 102 метра над уровнем моря.

### Климат
Климат характеризуется как умеренно континентальный, с умеренно холодной зимой и относительно тёплым летом. Среднегодовая температура воздуха — 3 — 3,5 °C. Средняя температура воздуха самого холодного месяца (января) — −13,3 °C; самого тёплого месяца (июля) — 18 °C. Вегетационный период длится около 165—170 дней. Годовое количество атмосферных осадков составляет 500—600 мм, из которых большая часть выпадает в тёплый период.

### Часовой пояс
Милитино, как и вся Ярославская область, находится в часовой зоне МСК (московское время). Смещение применяемого времени относительно UTC составляет +3:00.

## Население
| 2007 | 2010 |
| ---- | ---- |
| 10   | ↘8   |

### Национальный состав
Согласно результатам переписи 2002 года, в национальной структуре населения русские составляли 100 % из 11 чел.
Данные переписи 1897 года.
Согласно переписным листам, в 1897 году в деревне проживали 72 человека: 31 мужчина и 41 женщина. Из мужчин грамотными были 54%, из женщин - 5%. В деревне было 11 домов, 4 из которых принадлежали семье Ершовых, 3 - Беляниных, 2-  Густериных, 2 - Терентьевых.
12 человек работали на ткацкой фабрике, 2 - занимались извозом.